# James T. Kelley
James T. Kelley (Castlebar, 10 luglio 1854 – Los Angeles, 12 novembre 1933) è stato un attore irlandese naturalizzato statunitense.

## Filmografia parziale
- Charity Ball, regia di William Heise (1897)
- Charlot a teatro (A Night in the Show), regia di Charlie Chaplin (1915)
- Charlot ladro (Police), regia di Charlie Chaplin (1916)
- Charlot caporeparto (The Floorwalker), regia di Charlie Chaplin (1916)
- Charlot pompiere (The Fireman), regia di Charlie Chaplin (1916)
- Il vagabondo (The Vagabond), regia di Charlie Chaplin (1916)
- Charlot conte (The Count), regia di Charlie Chaplin (1916)
- Charlot usuraio (The Pawnshop), regia di Charlie Chaplin (1916)
- Charlot al pattinaggio (The Rink), regia di Charlie Chaplin (1916)
- Charlot poliziotto (Easy Street), regia di Charlie Chaplin (1917)
- Charlot fa una cura (The Cure), regia di Charlie Chaplin (1917)
- Vita da cani (A Dog's Life), regia di Charlie Chaplin (1918)
- Charlot nei guai (Triple Trouble), regia di Charlie Chaplin e Leo White (1918)
- Never Touched Me, regia di Alfred J. Goulding (1919)
- Aroldo e i cowboys (An Eastern Westerner), regia di Hal Roach (1920)
- Alla conquista di un cuore (Among Those Present), regia di Fred C. Newmeyer (1921)
- Near Dublin, regia di Ralph Ceder (1924)
- The Business of Love, regia di Irving Reis e Jess Robbins (1925)